# 中共四川省委舊址
中共四川省委舊址位於四川省雅安市蘆山縣蘆陽鎮駱家營，文物遺址年代判定為1935年。2012年7月16日公佈為四川省文物保護單位。
1935年11月紅四方面軍南下時，在蘆山縣設中共四川省委機關，中共四川少共委也設於此，當時由傅鐘任省委書記。1936年1月，紅四方面軍在蘆山縣清源鄉大板村舒家大院召開了“四川省第一次會蘇代表大會”，宣告四川省蘇維埃在蘆山正式成立。原建築座西向東，由駱姓民居三個四合院組成，其中，北院面闊五間21.2米，進深12.5米，占地265平方米。南院三重房屋，兩個天井，一個後院，面闊三間11.5米，通進深48.14米，占地面積553.6平方米。